# Cromileptes altivelis
Cromileptes altivelis е вид бодлоперка от семейство Serranidae. Видът е уязвим и сериозно застрашен от изчезване.

## Разпространение и местообитание
Разпространен е в Австралия, Вануату, Виетнам, Гуам, Индия, Индонезия, Камбоджа, Китай, Малайзия, Микронезия, Нова Каледония, Палау, Папуа Нова Гвинея, Провинции в КНР, Северни Мариански острови, Сингапур, Соломонови острови, Тайван, Тайланд, Филипини и Япония.
Обитава крайбрежията на океани, морета, лагуни и рифове в райони с тропически климат. Среща се на дълбочина от 1,5 до 40 m, при температура на водата от 26,5 до 29 °C и соленост 34,1 – 35,1 ‰.

## Описание
На дължина достигат до 70 cm.
Популацията на вида е намаляваща.